# Flirting with Disaster (Beverly Hills, 90210)
Flirting with Disaster is de zesentwintigste aflevering van het zesde seizoen van het tienerdrama Beverly Hills, 90210, die voor het eerst werd uitgezonden op 3 april 1996.

## Verhaal
Tara probeert de manier van doen van Kelly te imiteren, een van de dingen is de stem proberen na te doen. Ze krijgt steeds meer een hekel aan het feit dat Kelly steeds meer tijd doorbrengt met Greg. Kelly regelt dat David met Tara mee gaat voor een dubbel afspraakje voor een bowlingavond. Tara voelt zich opgelaten maar gaat toch mee en probeert onrust te zaaien tussen Kelly en Greg. Greg trapt hierin en doet een stap terug wat betreft de relatie tussen hem en Kelly. De volgende dag stuurt Tara bloemen naar Greg uit de naam van Kelly met een briefje dat zij hem niet meer wil zien en ook een bos bloemen naar Kelly uit de naam van Greg met een dezelfde briefje.
Steve, Clare, Joe, Donna, Brandon en Susan gaan voor een weekeindje kamperen. Als ze op weg zijn dan komen ze onderweg drie dames tegen die een lekke band hebben. De heren bieden zichzelf aan om de dames een handje te helpen, dit tot irritatie bij hun vriendinnen. Ze gaan weer op weg en komen aan op het kampeerterrein en zien de drie dames weer, ze liggen net naast hen. De dames hebben moeilijkheden met de tent opzetten. De heren zijn weer zo galant om de dames te helpen. Nu is de maat vol bij hun vriendinnen en laten de heren in de auto slapen. De heren en de vriendinnen geven niet toe en de heren gaan vissen, de dames komen langs en vertellen dat hun vriendinnen bezoek hebben van mannen. De heren zijn meteen jaloers en gaan kijken, er blijkt niets aan de hand te zijn en ze besluiten allemaal dat het lang genoeg geduurd heeft en ze leggen het bij.
Colin krijgt onverwachts bezoek van zijn vader en is hier niet blij mee. Zijn vader is blind door de vietnamoorlog. Het bezoek loopt zeer stroef en Valerie vraagt aan Colin om hem een kans te geven. Colin denkt dat zijn vader nog van niets weet over de aanstaande gevangenisstraf, maar daar vergist hij zich in. Zijn vader komt alleen kijken of hij hulp nodig heeft en of hij kan helpen. De relatie wordt steeds beter en ze komen weer tot elkaar.

## Rolverdeling
- Jason Priestley - Brandon Walsh
- Jennie Garth - Kelly Taylor
- Ian Ziering - Steve Sanders
- Brian Austin Green - David Silver
- Tori Spelling - Donna Martin
- Tiffani Thiessen - Valerie Malone
- Joe E. Tata - Nat Bussichio
- Kathleen Robertson - Clare Arnold
- Jason Wiles - Colin Robbins
- Emma Caulfield - Susan Keats
- Cameron Bancroft - Joe Bradley
- Paige Moss - Tara Marks
- Michael Dietz - Greg McKean